# Crocicreas furvum
Crocicreas furvum är en svampart som först beskrevs av Graddon, och fick sitt nu gällande namn av S.E. Carp. 1980. Crocicreas furvum ingår i släktet Crocicreas och familjen Helotiaceae.   Inga underarter finns listade i Catalogue of Life.